# Klippan (comune)
Klippan è un comune svedese di 16 478 abitanti, situato nella contea di Scania. Il suo capoluogo è la cittadina omonima.

## Località
Nel territorio comunale sono comprese le seguenti aree urbane (tätort):
| # | Località      | Popolazione |
| - | ------------- | ----------- |
| 1 | Klippan       | 7.778       |
| 2 | Ljungbyhed    | 2.057       |
| 3 | Östra Ljungby | 893         |
| 4 | Stidsvig      | 730         |
| 5 | Klippans bruk | 301         |
| 6 | Krika         | 208         |

## Amministrazione

### Gemellaggi
- Limbazi
- Sande
- Viiala